# Скаршеви (Куявсько-Поморське воєводство)
Скаршеви (пол. Skarszewy) — село в Польщі, у гміні Ґрудзьондз Ґрудзьондзького повіту Куявсько-Поморського воєводства.
Населення — 145 осіб (2011).
У 1975-1998 роках село належало до Торунського воєводства.

## Демографія
Демографічна структура станом на 31 березня 2011 року:
|          | Загалом | Допрацездатний вік | Працездатний вік | Постпрацездатний вік |
| -------- | ------- | ------------------ | ---------------- | -------------------- |
| Чоловіки | 72      | 23                 | 45               | 4                    |
| Жінки    | 73      | 23                 | 37               | 13                   |
| Разом    | 145     | 46                 | 82               | 17                   |